# Матчи сборной Москвы по футболу (1952)
Сезон 1952 года стал 35-м в истории сборной Москвы по футболу, проведенным после 12-летнего перерыва. Она была воссоздана, как базовая команда национальной сборной с целью подготовки к Олимпийским играм 1952 года.
В сезоне сборная провела 4 официальных матча — все международные товарищеские с зарубежными сборными — и 14 неофициальных с клубами СССР.

## Классификация матчей
По установившейся в отечественной футбольной истории традиции официальными принято считать матчи первой сборной с эквивалентным по статусу соперником (сборные городов, а также регионов и республик); матчи с клубами Москвы и других городов составляют отдельную категорию матчей.
Международные матчи также разделяются на две категории: матчи с соперниками топ-уровня (в составах которых выступали футболисты, входящие в национальные сборные либо выступающие в чемпионатах (лигах) высшего соревновательного уровня своих стран — как профессионалы, так и любители) и (в основном, в период 1920-х — 1930-х годов) международные матчи с так называемыми «рабочими» командами (состоявшими, как правило, из любителей невысокого уровня) и им подобными.

## Статистика сезона
| 1952             |                                    |     |
| Н (1)            | Москва — «Даугава» Рига            | 6:0 |
| Н (2)            | Москва — «Динамо» Минск            | 1:0 |
| Н (3)            | Москва — «Крылья Советов» Куйбышев | 1:0 |
| Н (4)            | Москва — «Динамо» Москва           | 0:1 |
| Н (5)            | Москва — «Шахтёр» Сталино          | 2:1 |
| Н (6)            | Москва — «Торпедо» Москва          | 2:1 |
| Н (7)            | Москва (II) — «Динамо» Тбилиси     | 0:0 |
| Н (8)            | Москва — ВВС                       | 1:0 |
| Н (9)            | Москва — «Зенит» Ленинград         | 3:2 |
| Н (10)           | Москва — «Динамо» Тбилиси          | 3:0 |
| Н (11)           | Москва — ЦДСА                      | 2:0 |
| Н (12)           | Москва — «Спартак» Москва          | 0:1 |
| Н (13)           | Москва — «Крылья Советов» Куйбышев | 2:0 |
| МН 30            | Москва — Польша                    | 0:1 |
| МН 31            | Москва — Польша                    | 2:1 |
| Н (14)           | Москва — «Динамо» Ленинград        | 0:2 |
| МН 32            | Москва — Венгрия                   | 1:1 |
| МН 33            | Москва — Венгрия                   | 2:1 |
| Итого            |                                    |     |
| И В Н П М        |                                    |     |
| 4 2 1 5 − 4      |                                    |     |
| 14 10 1 3 23 − 8 |                                    |     |

## Официальные матчи

### 179. Москва[5]— Польша — 0:1
Международный товарищеский матч 30 (отчет).

| Москва | 0:1 | Польша        |
| ------ | --- | ------------- |
|        |     | - 81′ Цесьлик |

| Игрок                     | Клуб             |                | Вышел на замену | Гол  |
| ------------------------- | ---------------- | -------------- | --------------- | ---- |
| Никаноров, Владимир       | ЦДСА             | Серебряный гол | 1               | (-1) |
|                           |                  |                |                 |      |
| Крижевский, Константин    | ВВС              |                | 1               |      |
| Башашкин, Анатолий        | ЦДСА             |                | 1               |      |
| Нырков, Юрий              | ЦДСА             |                | 1               |      |
|                           |                  |                |                 |      |
| Нетто, Игорь              | «Спартак»        |                | 1               |      |
| Петров, Александр         | ЦДСА             |                | 1               |      |
|                           |                  |                |                 |      |
| Трофимов, Василий         | «Динамо»         |                | 1               |      |
| Николаев, Валентин        | ЦДСА             |                | 1               |      |
| Бесков, Константин        | «Динамо»         | 75'            | 2               |      |
| Гогоберидзе, Автандил     | «Динамо» Тбилиси |                | 1               |      |
| Сальников, Сергей         | «Динамо»         | 46'            | 1               |      |
| Замены                    |                  |                |                 |      |
| Бобров, Всеволод          | ВВС              | 75'            | 1               |      |
| Ильин, Анатолий           | «Спартак»        | 46'            | 1               |      |
| Тренер                    |                  |                |                 |      |
| Аркадьев, Борис Андреевич |                  |                | 1               |      |

| Стефанишин |     |
|            |     |
| Гандлек    |     |
| Цебула     |     |
| Глимас     |     |
|            |     |
| Сущчик     |     |
| Тим        |     |
|            |     |
| Еронимек   | 46' |
| Цесьлик    | Гол |
| Собек      |     |
| Красувка   |     |
| Альшер     |     |
| Замена     |     |
| Ясковский  | 46' |

### 180. Москва[5]— Польша — 2:1
Международный товарищеский матч 31 (отчет).

| Москва          | 2:1 | Польша        |
| --------------- | --- | ------------- |
| - Бобров 4′ 78′ |     | - 85′ Цесьлик |

| Игрок                     | Клуб              |                | Вышел на замену | Гол  |
| ------------------------- | ----------------- | -------------- | --------------- | ---- |
| Иванов, Леонид            | «Зенит» Ленинград | Серебряный гол | 1               | (-1) |
|                           |                   |                |                 |      |
| Крижевский, Константин    | ВВС               |                | 2               |      |
| Башашкин, Анатолий        | ЦДСА              |                | 2               |      |
| Нырков, Юрий              | ЦДСА              |                | 2               |      |
|                           |                   |                |                 |      |
| Антадзе, Георгий          | «Динамо» Тбилиси  |                | 1               |      |
| Петров, Александр         | ЦДСА              |                | 2               |      |
|                           |                   |                |                 |      |
| Трофимов, Василий         | «Динамо»          |                | 2               |      |
| Николаев, Валентин        | ЦДСА              |                | 2               |      |
| Бобров, Всеволод          | ВВС               | Гол · Гол      | 2               | 2    |
| Бесков, Константин        | «Динамо»          |                | 3               |      |
| Ильин, Анатолий           | «Спартак»         | 46'            | 2               |      |
| Замена                    |                   |                |                 |      |
| Сальников, Сергей         | «Динамо»          | 46'            | 2               |      |
| Тренер                    |                   |                |                 |      |
| Аркадьев, Борис Андреевич |                   |                | 2               |      |

| Стефанишин   |     |
|              |     |
| Гандлек      |     |
| Цебула       |     |
| Глимас       |     |
|              |     |
| Сущчик       |     |
| Т.Вечорек    |     |
|              |     |
| Собек        |     |
| Красувка     | 46' |
| Альшер       |     |
| Цесьлик      | Гол |
| Я.Вишневский |     |
| Замена       |     |
| Ясковский    | 46' |

### 181. Москва[5]— Венгрия — 1:1
Международный товарищеский матч 32 (отчет).

| Москва       | 1:1 | Венгрия       |
| ------------ | --- | ------------- |
| - Бобров 35′ |     | - 53′ Палоташ |

| Игрок                     | Клуб              |                | Вышел на замену | Гол  |
| ------------------------- | ----------------- | -------------- | --------------- | ---- |
| Иванов, Леонид            | «Зенит» Ленинград | Серебряный гол | 2               | (-2) |
|                           |                   |                |                 |      |
| Крижевский, Константин    | ВВС               |                | 3               |      |
| Башашкин, Анатолий        | ЦДСА              |                | 3               |      |
| Нырков, Юрий              | ЦДСА              |                | 3               |      |
|                           |                   |                |                 |      |
| Антадзе, Георгий          | «Динамо» Тбилиси  | 59'            | 2               |      |
| Петров, Александр         | ЦДСА              |                | 3               |      |
|                           |                   |                |                 |      |
| Ильин, Анатолий           | «Спартак»         |                | 3               |      |
| Николаев, Валентин        | ЦДСА              |                | 3               |      |
| Бобров, Всеволод          | ВВС               | Гол            | 3               | 3    |
| Дементьев, Николай        | «Спартак»         |                | 1               |      |
| Сальников, Сергей         | «Динамо»          |                | 3               |      |
| Замена                    |                   |                |                 |      |
| Нетто, Игорь              | «Спартак»         | 59'            | 2               |      |
| Тренер                    |                   |                |                 |      |
| Аркадьев, Борис Андреевич |                   |                | 3               |      |

| Грошич    |     |
|           |     |
| Бузански  |     |
| Бёржеи    |     |
| Лантош    |     |
|           |     |
| Божик     |     |
| Закариаш  |     |
|           |     |
| Чордаш    |     |
| Кочиш     |     |
| Суса      | 46' |
| Пушкаш    |     |
| Хидегкути |     |
| Замена    |     |
| Палоташ   | 46' |

### 182. Москва[5]— Венгрия — 2:1
Международный товарищеский матч 33 (отчет).

| Москва                       | 1:1 | Венгрия      |
| ---------------------------- | --- | ------------ |
| - Николаев 18′ - А.Ильин 52′ |     | - 55′ Пушкаш |

| Игрок                     | Клуб              |                | Вышел на замену | Гол  |
| ------------------------- | ----------------- | -------------- | --------------- | ---- |
| Иванов, Леонид            | «Зенит» Ленинград | Серебряный гол | 3               | (-3) |
|                           |                   |                |                 |      |
| Крижевский, Константин    | ВВС               |                | 4               |      |
| Башашкин, Анатолий        | ЦДСА              |                | 4               |      |
| Нырков, Юрий              | ЦДСА              |                | 4               |      |
|                           |                   |                |                 |      |
| Нетто, Игорь              | «Спартак»         |                | 3               |      |
| Петров, Александр         | ЦДСА              |                | 4               |      |
|                           |                   |                |                 |      |
| Ильин, Анатолий           | «Спартак»         | Гол            | 4               | 1    |
| Николаев, Валентин        | ЦДСА              | Гол            | 4               | 1    |
| Бобров, Всеволод          | ВВС               | 77'            | 4               | 3    |
| Дементьев, Николай        | «Спартак»         |                | 2               |      |
| Сальников, Сергей         | «Динамо»          |                | 4               |      |
| Замена                    |                   |                |                 |      |
| Дёмин, Владимир           | ЦДСА              | 77'            | 1               |      |
| Тренер                    |                   |                |                 |      |
| Аркадьев, Борис Андреевич |                   |                | 4               |      |

| Грошич     |     |
|            |     |
| Бузански   |     |
| Кишпетер   |     |
| Лантош     |     |
|            |     |
| И.Ковач-II |     |
| Божик      |     |
|            |     |
| Хидегкути  | 46' |
| Кочиш      |     |
| Палоташ    |     |
| Пушкаш     | Гол |
| Цибор      |     |
| Замена     |     |
| Чордаш     | 46' |

## Неофициальные матчи
1—7. Контрольные предсезонные матчи
| 19 мар Неоф (1) | Москва                                                    | 6:0     | «Даугава» Рига | УТБ «Динамо», Леселидзе |
| | - Сальников - Трофимов - Гагнидзе - Симонян - Гогоберидзе | (отчёт) |                |                         |
| Москва: Л.Иванов - Крижевский, Башашкин , Нырков - Нетто, А.Петров - Трофимов, Гагнидзе, Симонян, Гогоберидзе, Сальников |                                                           |         |                |                         |

| 28 мар Неоф (2) | Москва      | 1:0     | «Динамо» Минск | УТБ «Динамо», Леселидзе |
| | - Сальников | (отчёт) |                |                         |
| Москва: Никаноров - Крижевский, Башашкин , Нырков - Нетто, А.Петров - Трофимов, Николаев, Бесков, Гогоберидзе, Сальников |             |         |                |                         |

| 3 апр Неоф (3) | Москва                            | 2:1     | «Крылья Советов» Куйбышев | УТБ «Динамо», Леселидзе |
| | - Симонян 25′ - Бесков 85′ (пен.) | (отчёт) |                           |                         |
| Москва: Л.Иванов - Крижевский, Башашкин , Нырков - Нетто, А.Петров - Трофимов, Гагнидзе, Симонян, Бесков, Гогоберидзе «Крылья Советов» Куйбышев: В.Корнилов - Скорохов, Мурзин, Ширяев - Карпов, Поздняков - Смыслов (55' Редкин), Белоусов, Н.Зайцев, В.Васильев, Ф.Новиков |                                   |         |                           |                         |

| 11 апр Неоф (4) | Москва | 0:1     | «Динамо» Москва | УТБ «Динамо», Леселидзе |
| |        | (отчёт) |                 |                         |
| Москва: Никаноров - Крижевский, Башашкин , Нырков - Нетто, А.Петров - Трофимов, Николаев, Бесков, Гогоберидзе, Сальников |        |         |                 |                         |

| до 14 апр Неоф (5) | Москва | 2:1     | «Шахтер» Сталино | УТБ «Динамо», Леселидзе |
|                    |        | (отчёт) |                  |                         |

| до 14 апр Неоф (6) | Москва | 2:1     | «Торпедо» Москва | УТБ «Динамо», Леселидзе |
|                    |        | (отчёт) |                  |                         |

| 17 апр Неоф (7) | Москва (II) | 0:0     | «Динамо» Тбилиси | «Динамо», Тбилиси |
|                 |             | (отчёт) |                  |                   |

8—14. Турнир «Приз Всесоюзного комитета» (вне конкурса)
| 16 апр Неоф (8) | Москва        | 1:0     | ВВС | «Динамо», Тбилиси                           |
| | - Симонян 68′ | (отчёт) |     | Зрителей: 10 000 Судья: В.Моргунов (Москва) |
| Москва: Л.Иванов - Крижевский, Башашкин , Нырков - Нетто, А.Петров - Трофимов, Гагнидзе, Симонян, Гогоберидзе, Сальников |               |         |     |                                             |

| 20 апр Неоф (9) | Москва              | 1:0     | «Зенит» Ленинград   | «Динамо», Тбилиси                                |
| | - Бесков - Николаев | (отчёт) | - Кравец - А.Иванов | Зрителей: 10 000 Судья: Н.Чхатарашвили (Тбилиси) |
| Москва: Никаноров - Крижевский, Башашкин , Нырков - Нетто, А.Петров - Трофимов, Николаев, Бесков, Гогоберидзе, Сальников |                     |         |                     |                                                  |

| 24 апр Неоф (10) | Москва                              | 3:0     | «Динамо» Тбилиси | «Динамо», Тбилиси                           |
| | - Трофимов - А.Петров - Гогоберидзе | (отчёт) |                  | Зрителей: 30 000 Судья: П.Белов (Ленинград) |
| Москва: Л.Иванов - Крижевский, Башашкин , Нырков - Нетто, А.Петров - Трофимов, Гагнидзе, Симонян, Гогоберидзе, Сальников |                                     |         |                  |                                             |

| 2 мая Неоф (11) | Москва                         | 2:0     | ЦДКА | «Динамо», Москва                           |
| | - Николаев 39′ - Сальников 50′ | (отчёт) |      | Зрителей: 60 000 Судья: Н.Латышев (Москва) |
| Москва: Л.Иванов 78' - Крижевский, Башашкин , Нырков - Нетто, А.Петров - Трофимов, Николаев, Бесков, Гогоберидзе, Сальников · ЦДКА: Бобков - Климачёв, А.Родионов, Крушенок - Сенюков, Родин - Коверзнев, Чайчук, Зайцевский, Мухортов, Дёмин |                                |         |      |                                            |

| 4 мая Неоф (12) | Москва | 0:1     | «Спартак»    | «Динамо», Москва          |
| |        | (отчёт) | - 51′ Емышев | Судья: В.Архипов (Москва) |
| «Спартак»: В.Чернышёв - Н.Тищенко, Белов, Седов - Тимаков, Паршин - Парамонов, В.Терентьев, А.Ильин, Дементьев 40' (46' Емышев), Рысцов |        |         |              |                           |

| 7 мая Неоф (13) | Москва                        | 2:0     | «Крылья Советов» Куйбышев | «Динамо», Москва                           |
| | - Николаев 52′ - Трофимов 70′ | (отчёт) |                           | Зрителей: 15 000 Судья: В.Архипов (Москва) |
| Москва: Никаноров - Крижевский, Башашкин , Нырков - Нетто, А.Петров - Трофимов, Николаев, Бесков, Гогоберидзе, Сальников «Крылья Советов» Куйбышев: В.Корнилов (Ф.Бондаренко) - Скорохов, Ширяев, Карпов - Н.Поздняков, Н.Зайцев - Смыслов, Ворошилов, В.Васильев, Белоусов, Горностаев |                               |         |                           |                                            |

| 18 мая Неоф (14) | Москва | 0:2     | «Динамо» Ленинград   | «Сталинец», Москва |
| |        | (отчёт) | - (авт.) ? - Колобов | Зрителей: 5000     |
| Москва: Никаноров - Крижевский, Башашкин , Нырков - Нетто, А.Петров - А.Ильин, Николаев, Бобров , Бесков, Сальников · «Динамо» Ленинград: ...Н.Денисов, Сафонов, Донцов, П.Иванов, Колобов, Цветков, Г.Бондаренко... |        |         |                      |                    |